# Epamera dubiosa
Epamera dubiosa är en fjärilsart som beskrevs av Henry Stempffer och Bennett 1959. Epamera dubiosa ingår i släktet Epamera och familjen juvelvingar. Inga underarter finns listade i Catalogue of Life.